# Starolesnianske pleso
Starolesnianske pleso (polsky Wyżni Harnaski Staw, německy  Fuchssee, maďarsky Fuchs-tó) je ledovcové jezero ve Velké Studené dolině ve Vysokých Tatrách na Slovensku. Podle polského názvosloví náleží ke skupině Sesterských ples. Má rozlohu 0,7200 ha, je 130 m dlouhé a 70 m široké. Dosahuje maximální hloubky 4,2 m a objemu 10 588 m³. Leží v nadmořské výšce 1988 m.

## Okolí
Pleso se nachází 400 m nad Zbojníckou chatou v horní části Velké Studené doliny u  žluté turistické značky od Téryho chaty na Zbojníckou chatu, která vede po západním břehu a za ní se prostírá Zbojnícka pláň. Jižně od plesa se zvedá vyvýšenina, za kterou se nachází Sesterské pleso. Na východě se pod skalním stupněm nachází nižší patro Veľké Studené doliny.

## Vodní režim
Je to stálé bezpřítokové a beodtokové pleso. Náleží k povodí potoka tekoucího Zbojníckym spádem, který spolu se Sivým potokem a potokem ze Sesterského plesa vytváří levou zdrojnici Veľkého Studeného potoka. Rozměry jezera v průběhu času zachycuje tabulka:
| Rok     | Měření prováděl   | Rozloha ha | Délka m | Šířka m | Hloubka max.m | Objem m³ |
| ------- | ----------------- | ---------- | ------- | ------- | ------------- | -------- |
| 1931–32 | Józef Szaflarski  | 0,707      | 128     | 70      | 4,5           | [ 2 ]    |
| 1961–67 | pracovníci TANAPu | 0,711      | 130     | 70      | 4,2           | [ 2 ]    |
| 2005    | Gregor, Pacl      | 0,7200     | [ 2 ]   | [ 2 ]   | 4,2           | 10 588   |

## Přístup
Pleso je veřejnosti přístupné každoročně v období od 16. června do 31. října.  žlutá turistická značkaprochází ve vzdálenosti 20 m od západního břehu jezera, avšak přímo k jezeru je přístup veřejnosti zakázán. Pěší přístup je možný:
- Po  žluté turistické značce od Téryho chaty,
- Po  žluté turistické značce od Zbojnícke chaty,
- Po  modré turistické značce od Rainerovy chaty a dále po  žluté turistické značce,
- Po  modré turistické značce z Lysé Poľany a dále po  žluté turistické značce.